# رون گینگل
رون گینگل (انگلیسی: Ron Gingell; ۲۲ اکتبر ۱۹۲۰ – ۰ اکتبر ۱۹۸۸) بازیکن فوتبال، و سرمربی (فوتبال) اهل بریتانیا بود.
از باشگاه‌هایی که در آن بازی کرده‌است می‌توان به باشگاه فوتبال چلسی اشاره کرد.